# Тајшет
Тајшет (рус. Тайшет) град је и железничко чвориште у Иркутској области у Русији. Према попису становништва из 2010. у граду је живело 35485 становника.

## Становништво
| 1939.  | 1959.  | 1970.  | 1979.  | 1989.  | 2002.  | 2010.  |
| ------ | ------ | ------ | ------ | ------ | ------ | ------ |
| 21.087 | 33.499 | 34.232 | 38.249 | 42.391 | 38.535 | 35.485 |